# Александър Екзарх
Александър Стоилов Боев (Бойоглу), нарекъл се Александър Екзарх, е български общественик и журналист, деен участник в борбата за независима Българска екзархия.
Родом е от Стара Загора и произхожда от заможно семейство. Учи в Букурещ, Будапеща, Мюнхен. От 1836 г. е в Париж, където отначало следва математика, а впоследствие, с османска държавна стипендия – медицина (1839 – 1841).
През 1841 г. придружава като преводач Жером-Адолф Бланки, изпратен от френското правителство да проучи последиците на разгроменото Въстания в Северозападна България. През 1842 – 1846 г. изпраща до западноевропейските правителства няколко мемоара (паметни записки) за подобряване положението на българите. Един от тях, от 1843 г., е печатан (литографско издание): „Напис ради болгаров, предстовлен на Високата порта и петте Велики сили Галиа, Англия, Росия, Прусия и Австрия“. Друг мемоар, изпратен до английския външен министър, е издаден на английски език под заглавие „Гласът на България“. По повод този мемоар Анастас Гранитски пише „Истинний глас на България или Оправдание на българите пред сами себе си и пред своите иноземни доброжелатели и благодетели срещу лъжнити и безбожнити постъпки и действия, что е чинил с народното българско имя Александр Стоилов Бойоглу, ески-заарец (самозван лъжно Бейоглу, екзарх българский)“ (Цариград, 1853 г.).
Подпомага развитието на учебното дело както със статии, в които изяснява задачите и програмата на българското училище, така и с организиране на строеж  на училища, със снабдяването им с книги. Грижи се за изпращане на български ученици в чужбина.
С финансова помощ от Русия издава в Цариград българския Цариградски вестник (1848 – 1862), чийто главен редактор е между 1850 и 1860 г. Сътрудничи и на вестник  „Левант Таймс“. Съдейства за откриването на българската църква „Свети Стефан“ (1849). Превежда романа „Младата сибирянка“ от Ксавие дьо Местр (1851) и „Священное и божественное евангелие Новаго завета“ (1858).
От 1866 до 1876 г. е съветник при посолството на Османската империя в Париж. След Освобождението заема просветни, административни и съдебни длъжности в Пловдив и в други градове.  Член е на Върховния административен съд в Източна Румелия. Двукратно се кандидатира за княз на България (1879, 1886).От 1885 г. до смъртта си живее в София.

## Памет
На Александър Екзарх е наречена улица в квартал „Сухата река“ в София (Карта).